# المقاطعة الشمالية (هونغ كونغ)

موقع المقاطعة الشمالية في هونغ كونغ.

المقاطعة الشمالية (بالصينية: 北區) هو حي من المناطق الـ 18 في هونغ كونغ. ويقع في الجزء الشمالي الغربي من الأقاليم الجديدة.بلغ عدد سكانها 290.240 نسمة في عام 2001.المقاطعة هي ثاني أقل مقاطعة من حيث الكثافة السكانية.
للمقاطعة حدود مع مدينة شينتشين على نهر شام تشون. حيث أن معظم نقاط الدخول الرئيسية إلى البر الرئيسي للصين من هونغ كونغ تكمن في هذه المنطقة.

## أعلام
- لي واي ليم
- لي هونغ ليم

## وصلات خارجية
- مجلس مقاطعة الشمال